# The Tallest Man on Earth
Кристиан Матссон (Kristian Matsson) — шведский автор-исполнитель, выступающий под псевдонимом The Tallest Man on Earth (в переводе с англ. «Самый высокий человек на Земле»). Он также является фронтменом группы Montezumaz, выпустившей одноимённый альбом в 2006 году. Тогда же Матссон начал сольную карьеру и с тех пор выпустил три долгоиграющих пластинки и два миньона. Его музыку часто сравнивают с ранним творчеством Боба Дилана. Сам музыкант помимо Дилана упоминает также Файст, Bon Iver, Okkervil River и The Avett Brothers среди исполнителей, повлиявших на него.
В 2009 году Матссон познакомился через Myspace со шведской певицей Амандой Бергман, которая выступает под псевдонимом Idiot Wind. Пара активно гастролировала, нередко исполняя песни вместе на одной сцене.

## Дискография

### Студийные альбомы
- Shallow Grave (2008)
- The Wild Hunt (2010)

Позиции в чартах: SE — № 38, NL — № 82, UK — № 180.
- There’s No Leaving Now (2012)
- Dark Bird Is Home (2015)

### Мини-альбомы
- The Tallest Man on Earth (2006)
- Sometimes the Blues Is Just a Passing Bird (2010)

### Синглы
- «The Gardener»
- «The King of Spain; The Wild Hunt»
- «Pistol Dreams»
- «The Dreamer»
- «Weather of a Killing Kind»
- «1904»